# Andreas Görlitz
Andreas Görlitz (Weilheim, 31 de janeiro de 1982), é um futebolista Alemão que atua como lateral. Atualmente, joga pelo San José Earthquakes.